# Bula (Camarines Sur)
Bula is een gemeente in de Filipijnse provincie Camarines Sur op het eiland Luzon. Bij de laatste census in 2007 had de gemeente ruim 62 duizend inwoners.

## Geografie

### Bestuurlijke indeling
Bula is onderverdeeld in de volgende 33 barangays:
| - Bagoladio - Bagumbayan - Balaogan - Caorasan - Casugad - Causip - Fabrica - Inoyonan - Itangon - Kinalabasahan - La Purisima | - La Victoria - Lanipga - Lubgan - Ombao Heights - Ombao Polpog - Palsong - Panoypoyan - Pawili - Sagrada - Salvacion - San Agustin | - San Francisco - San Isidro - San Jose - San Miguel - San Ramon - San Roque - San Roque Heights - Santa Elena - Santo Domingo - Santo Niño - Taisan |

## Demografie
Bula had bij de census van 2007 een inwoneraantal van 62.024 mensen. Dit zijn 4.550 mensen (7,9%) meer dan bij de vorige census van 2000. De gemiddelde jaarlijkse groei komt daarmee uit op 1,06%, hetgeen lager is dan het landelijk jaarlijks gemiddelde over deze periode (2,04%). Vergeleken met de census van 1995 is het aantal mensen met 7.374 (13,5%) toegenomen.

De bevolkingsdichtheid van Bula was ten tijde van de laatste census, met 62.024 inwoners op 151,3 km², 409,9 mensen per km².